# Моко
 Тази статия е за планината в Ангола.  За музикалиня инструмент вижте Моко (музикален инструмент).  
Моко е най-високата планина в Ангола. Разположена е в западната част на страната, в провинция Уамбо. Най-високият ѝ връх се извисява на 2620 метра надморска височина.